# Karl Artelt
Karl Artelt (* 31. Dezember 1890 in Salbke; † 28. September 1981 in Halle an der Saale) war einer der Organisatoren und Anführer des Kieler Matrosenaufstands, der zur Novemberrevolution und zum Sturz der Monarchie führte.

## Leben

### Geburt, Schule, Ausbildung
Karl Artelt wurde im später nach Magdeburg eingemeindeten Dorf Salbke in der Repkowstraße 12 als Sohn des Maschinisten August Artelt und seiner Frau Marie geboren. Er besuchte die acht-klassige Volksschule Salbke und erlernte in den Jahren 1904 bis 1908 in der Maschinenfabrik Buckau R. Wolf in Magdeburg das Maschinenschlosserhandwerk. Er arbeitete dort zusammen mit dem späteren Dichter Erich Weinert, der ihm auch das „Einmaleins des Marxismus“ beibrachte.

### Parteimitgliedschaften
Er trat im Jahr 1908 in die SPD ein und wurde später Mitglied der USPD. Im Frühjahr 1919 gehörte er zu den Gründungsmitgliedern der KPD in Magdeburg und im Jahr 1946 wurde er SED-Mitglied.

### Ostasien

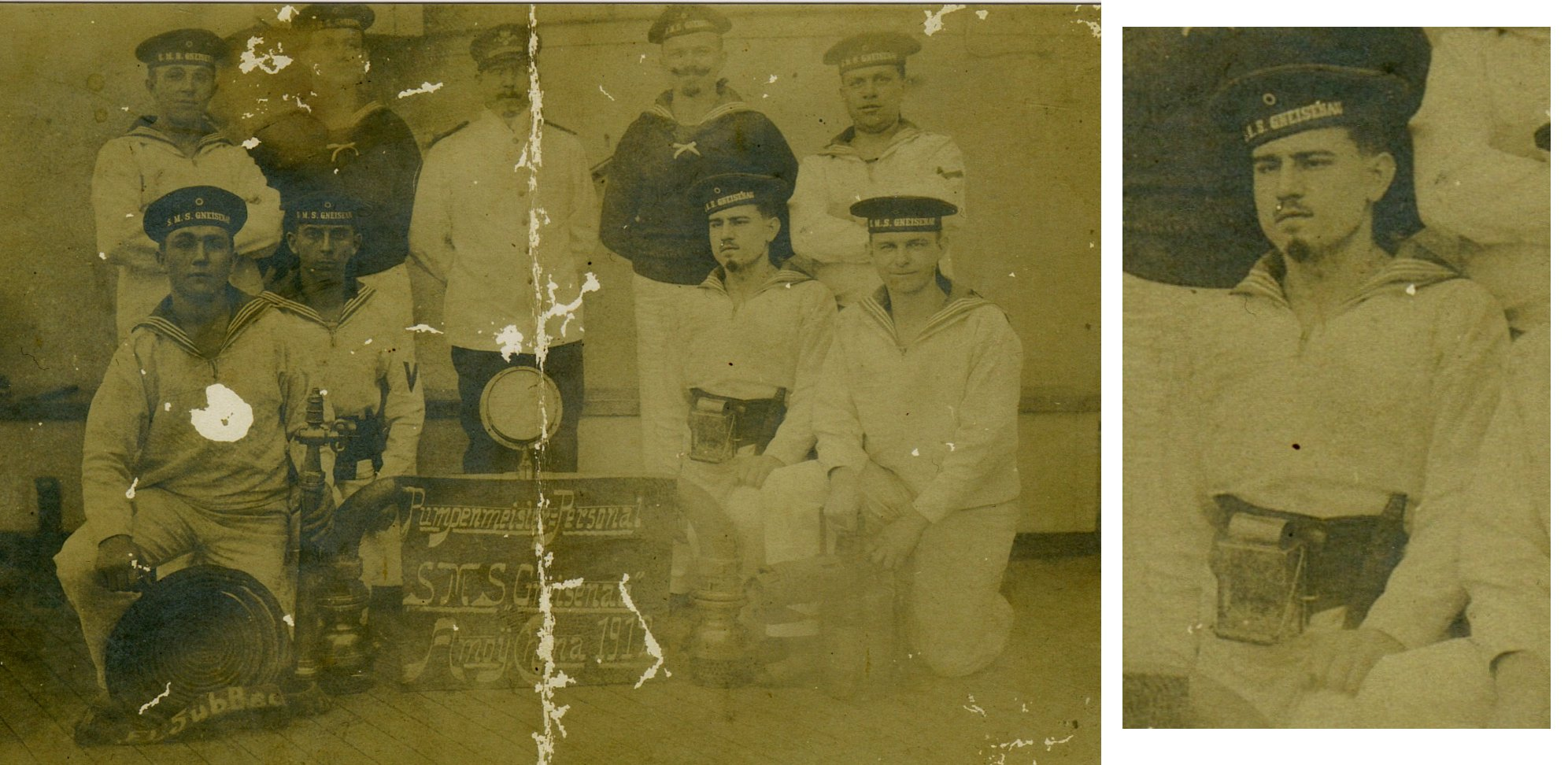
Karl Artelt auf der „Gneisenau“ 1912 (unten zweiter von rechts und Ausschnittvergrößerung); Aufschrift auf der Tafel: Pumpenmeister Personal SMS „Gneisenau“, Amoij, China 1912

Im Jahr 1908 heuerte er bei der Hamburg-Amerikanischen Packetfahrt-Actien-Gesellschaft (HAPAG, eine weltumspannende Schifffahrtsgesellschaft) an und verbrachte unter anderem einige Jahre als Heizer auf Schiffen, mit denen in der Südsee Kopra aufgekauft wurde.
Zwei Jahre später wurde er zur Marine eingezogen und diente als Heizer und später im Pumpenmeister-Personal auf dem Panzerkreuzer Gneisenau des deutschen Ostasiengeschwaders in Qingdao (Tsingtau). Er war Zeitzeuge der bürgerlichen Revolution in China unter Sun Yat-sen. Im September 1913 kehrte er als Reservist nach Magdeburg zurück und arbeitete wieder in der Maschinenfabrik Wolf.

### Erster Weltkrieg

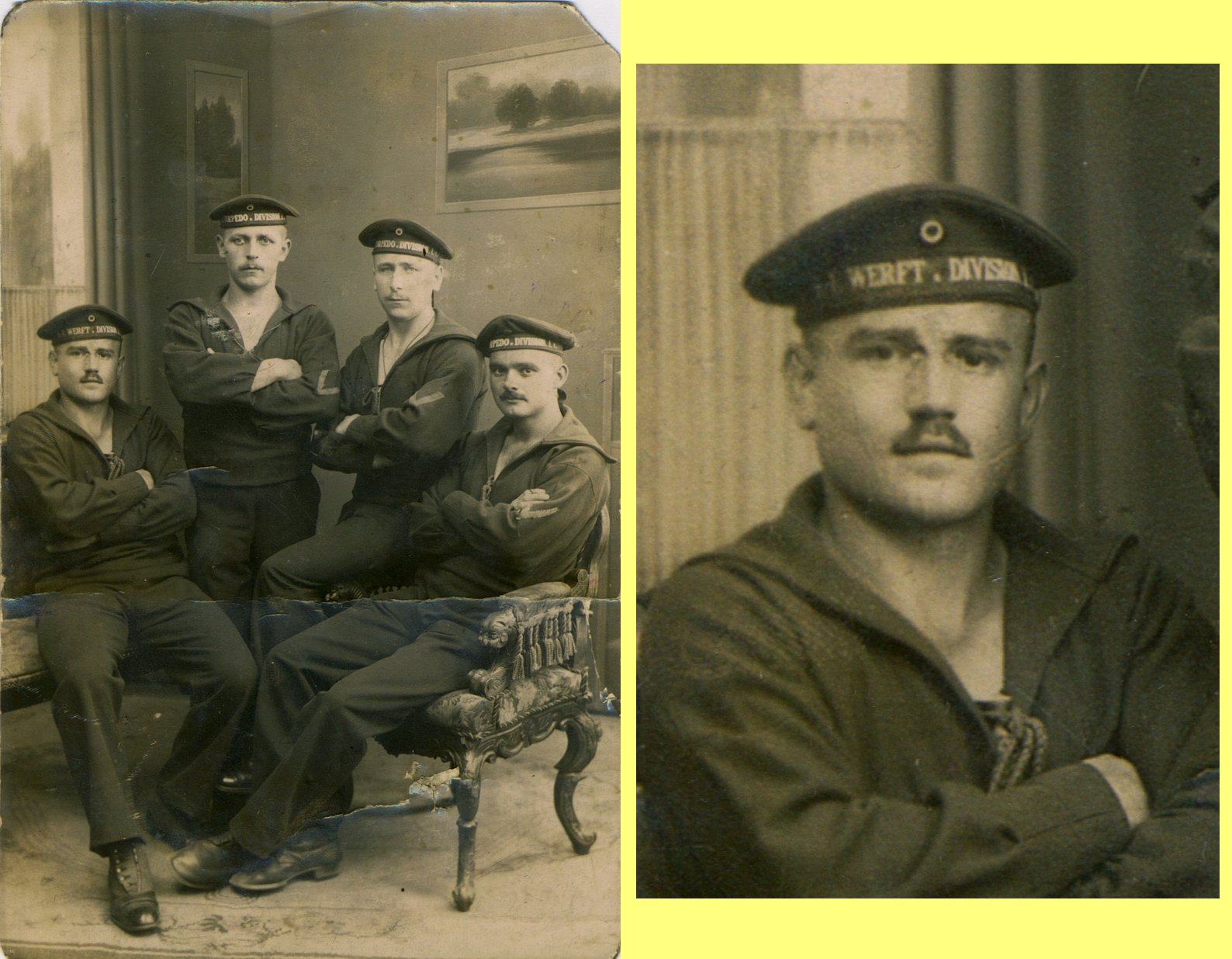
Karl Artelt, I. Werftdivision, links, (Ausschnittsvergrößerung rechts), gemeinsam mit Kameraden der I. Torpedo-Division in Kiel-Wik, September 1914

Mit Ausbruch des Ersten Weltkrieges wurde er Mitte Juli 1914 wieder zur Marine eingezogen, diesmal als Verwaltungsschreiber in der I. Werftdivision Kiel-Wik.
Anfang 1915 wurde er als Maschinenbauer zur Kieler Germaniawerft abkommandiert. Dort wurde er nach ein paar Monaten zum Betriebsobmann des Deutschen Metallarbeiter-Verbandes für die Werft gewählt. Mitte Mai 1916 spitzte sich generell die Kriegssituation und auch die Nahrungsmittelversorgung in Kiel zu. Am 14. Juni kam es bei der Verteilung der ersten Frühkartoffeln zu Übergriffen auf Verkaufsstellen und Lagerhallen. Am folgenden Tag traten Teile der Germaniawerft-Belegschaft in den Streik. Karl Artelt war einer der Streikführer. Im Winter verschlechterte sich die Versorgungslage. Ende März 1917 kam es angesichts einer vorgesehenen Senkung der Brotrationen zu einem Ausstand von 1450 Arbeitern der Howaldtswerke und 4000 Arbeitern der Germaniawerft. Artelt gehörte der Streikleitung an.
Wegen dieser Aktivitäten wurde er verhaftet, vor ein außerordentliches Kriegsgericht gestellt und zu sechs Monaten Festungshaft verurteilt, die er in der Festungshaftanstalt Groß Strehlitz in Oberschlesien verbüßte.

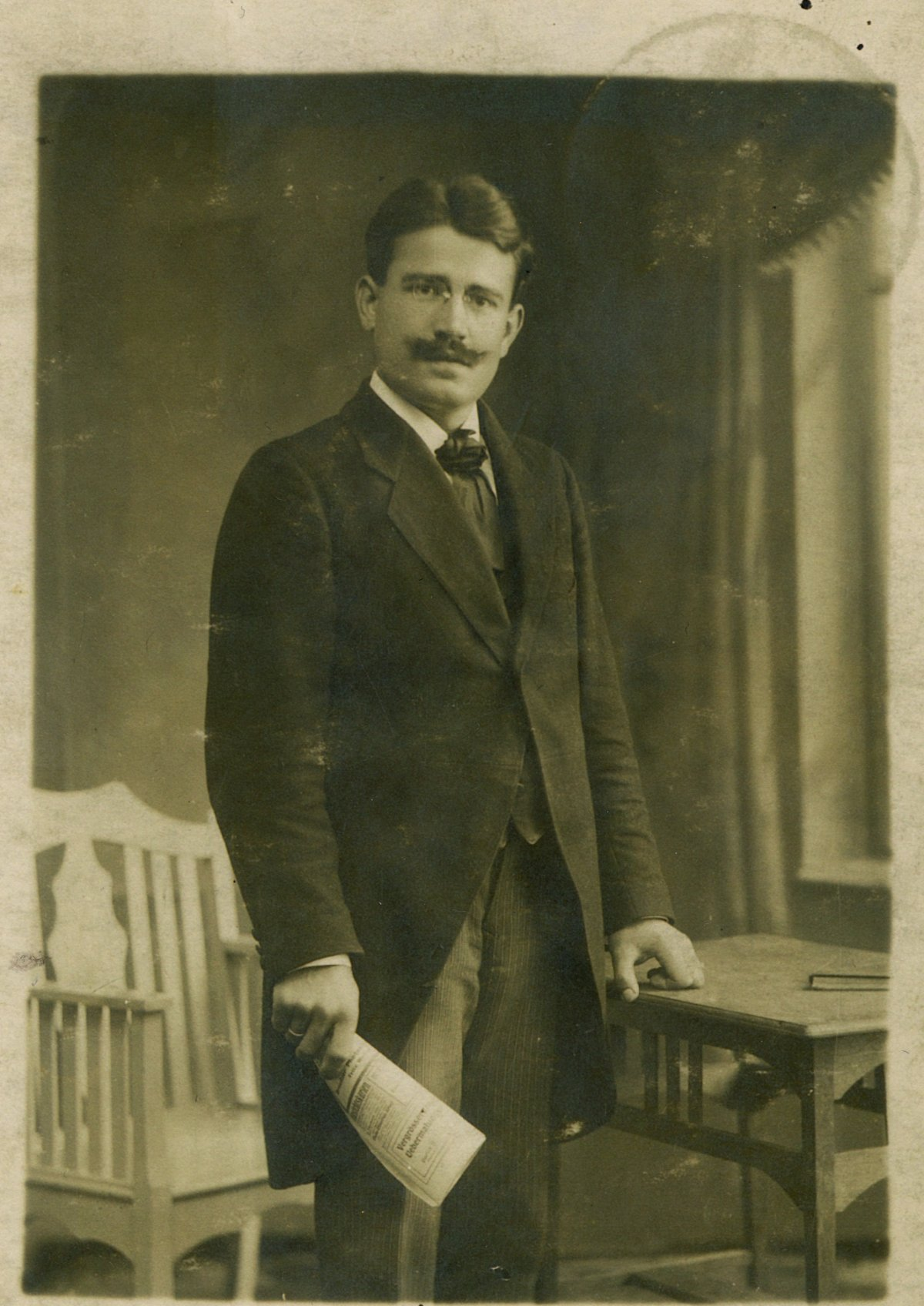
Artelt im April 1917 vor dem außerordentlichen Kriegsgericht in Kiel; Foto verschickt als Ansichtskarte am 2. November 1917 aus der Festungshaftanstalt in Groß-Strelitz an seinen Schwager Walter Heinke nach Magdeburg-Salbke

Mit der Entlassung Mitte Dezember 1917 erhielt er zugleich auch den Marschbefehl zur Strafkompanie des 2. Marine-Pionierbataillons nach Flandern. Als Artelt gegen ein Flugblatt der Militärzeitung An Flanderns Küste, in dem die streikenden Munitionsarbeiter in Deutschland nach seinen Aussagen „aufs schwerste verleumdet“ wurden, protestierte, wurde er in eine Nervenheilanstalt in Brügge eingewiesen. Doch nach sechswöchiger Beobachtung attestierte der Arzt ihm „kerngesunde Nerven“. Bald darauf wurde er per D-Zug nach Deutschland zurücktransportiert.
In einem Protokoll der Kieler Marinestation wird Artelt als einer der „Haupthetzer“ einer Versammlung im Gewerkschaftshaus am 12. April 1918 erwähnt. Er soll dort, noch als Angehöriger der Werftdivision, vor zahlreichen Matrosen und Arbeitern gesprochen haben. Mitte Mai 1918 schickte er eine Karte aus einem Hamburger Marinelazarett an seine Mutter. Es bleibt unklar, warum er sich dort aufhielt.
In Kiel gab es Schwierigkeiten, ihn unterzubringen: von seinem alten Truppenteil wurde er zur Matrosendivision geschickt, wo seine Aufnahme abgelehnt wurde. Über den Hauptmann Ludolf, der ihn aus seinem Prozess im Jahr 1917 kannte, wurde er in der Torpedodivision (Kasernenanlage in Kiel-Wik) untergebracht und war dann dort in der Torpedobootsreparaturwerkstatt tätig. Andere Quellen sprechen fälschlich von einer Arbeit in der Torpedowerkstatt Friedrichsort. Als Pumpenspezialist führte er dort eine Kolonne zur Marine eingezogener Werftarbeiter. Von hier aus baute er den im Jahr 1917 zerschlagenen Vertrauensmännerkörper in der Marine wieder auf.

### Kieler Matrosenaufstand
Zusammen mit Lothar Popp führte er den Kieler Matrosenaufstand im November 1918 an. Artelt formulierte erste politische Forderungen, darunter die „Einführung des allgemeinen, gleichen und geheimen Wahlrechts für beide Geschlechter“ und gründete am 4. November 1918 den ersten Soldatenrat. Er wurde als dessen Repräsentant vom Gouverneur Admiral Wilhelm Souchon zu Verhandlungen gebeten. Mit einer großen roten Fahne am Auto fuhr er von der Wik zur Marinestation Ostsee. Artelt sorgte durch persönlichen Einsatz dafür, dass Truppen, die den Aufstand niederschlagen sollten, entweder umkehrten oder sich der Bewegung anschlossen. Am 10. Dezember 1918 wurde Artelt Nachfolger Lothar Popps als Vorsitzender des Obersten Soldatenrats (OSR). Popp blieb (vermutlich nur pro forma) im OSR als politischer Beirat.

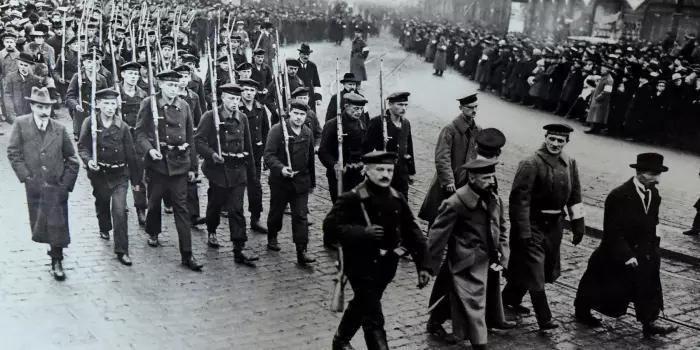
Irrtümlich Kiel zugeordnet.

 Auf einem Foto des Kieler Stadtarchivs, das nach damaliger Überzeugung die Beerdigungsfeierlichkeiten für die Revolutionsopfer in Kiel am 10. November 1918 zeigte, wurden von verschiedenen Personen Gustav Noske, Lothar Popp und auch Karl Artelt erkannt. Der Enkel Karl Artelts war sich sicher, dass es sich bei seinem Großvater um die zweite Person von links in der ersten Reihe handeln würde. Im Februar 2015 stellte das Stadtarchiv Kiel nach Hinweis von Matthias Sperwien jedoch fest, dass es sich bei diesem berühmten Foto tatsächlich um den Trauerzug in Berlin zur Beerdigung von Revolutionsopfern am 20. November 1918 handelt. Mehr Info unter Kieler Matrosenaufstand#Fotografien.
„Bis in den Hitlerkrieg hinein“ soll am Kasernengebäude der fünften Kompanie der I. Torpedobootdivision in Kiel-Wik eine Plakette aus Bronze angebracht gewesen sein, auf der stand: „Hier brach am 4. November 1918 unter Führung von Karl Artelt die deutsche Revolution aus.“
Trotz der scharfen politischen Gegensätze wurde Artelt auch von Gustav Noske mit Respekt begegnet: Noske schrieb in Von Kiel bis Kapp über ihn: „er [Lothar Popp] wurde durch den inaktiven Oberheizer Artelt ersetzt, einen persönlich anständigen Mann, der jedoch rasch an Einfluß verlor, als er versuchte spartakistische Ideen zu propagieren.“ Artelt schied am 6. Januar 1919 aus dem Obersten Soldatenrat aus. Die Machtverhältnisse hatten sich u. a. durch die Demobilisierung grundlegend verschoben. Am 6. Januar 1919 gab der Oberste Soldatenrat gegen den Widerstand von Artelt und Popp sein Einverständnis zum Aufbau der 1. Marine-Brigade (auch Eiserne Brigade oder Division genannt), die drei Tage später nach Berlin fuhr, um die Regierung gegen linke Kräfte zu unterstützen. Dies könnte zum Rücktritt Artelts geführt haben. Er wurde gegen Ende Januar 1919 aus der Marine entlassen und verließ Kiel. Artelt lieferte später zwei Begründungen für seinen Rücktritt:
In Briefen Ende der 1950er Jahre schrieb er, er sei zurückgetreten, weil er gegen Noskes Widerstand im Soldatenrat nicht habe durchsetzen können, die auszuliefernde Kriegsflotte nach Leningrad statt nach Scapa Flow zu schicken. Dies passt jedoch mit dem Zeitpunkt seines Rücktritts – 6. Januar 1919 – nicht zusammen. Die Flotte verließ Kiel bereits am 18. November und Noske fuhr am 27. Dezember zurück nach Berlin. In einem 1960 verfassten Kurzlebenslauf begründete er dagegen seinen Rücktritt damit, dass Noske seine Forderung nach Aufbau einer „schlagkräftigen Roten Truppe“ hintertrieb. Doch tatsächlich hatte sich der Soldatenrat Ende Dezember 1918 gegenüber Noske mit dem Aufbau einer revolutionären Sicherheitstruppe durchsetzen können. Es war vermutlich für Artelt angesichts der Konflikte in Berlin unvorstellbar, dass unter seinem Vorsitz es der Kieler Oberste Soldatenrat erlaubte, eine Truppe nach Berlin zur Unterstützung der Regierung zu schicken.

### Magdeburg

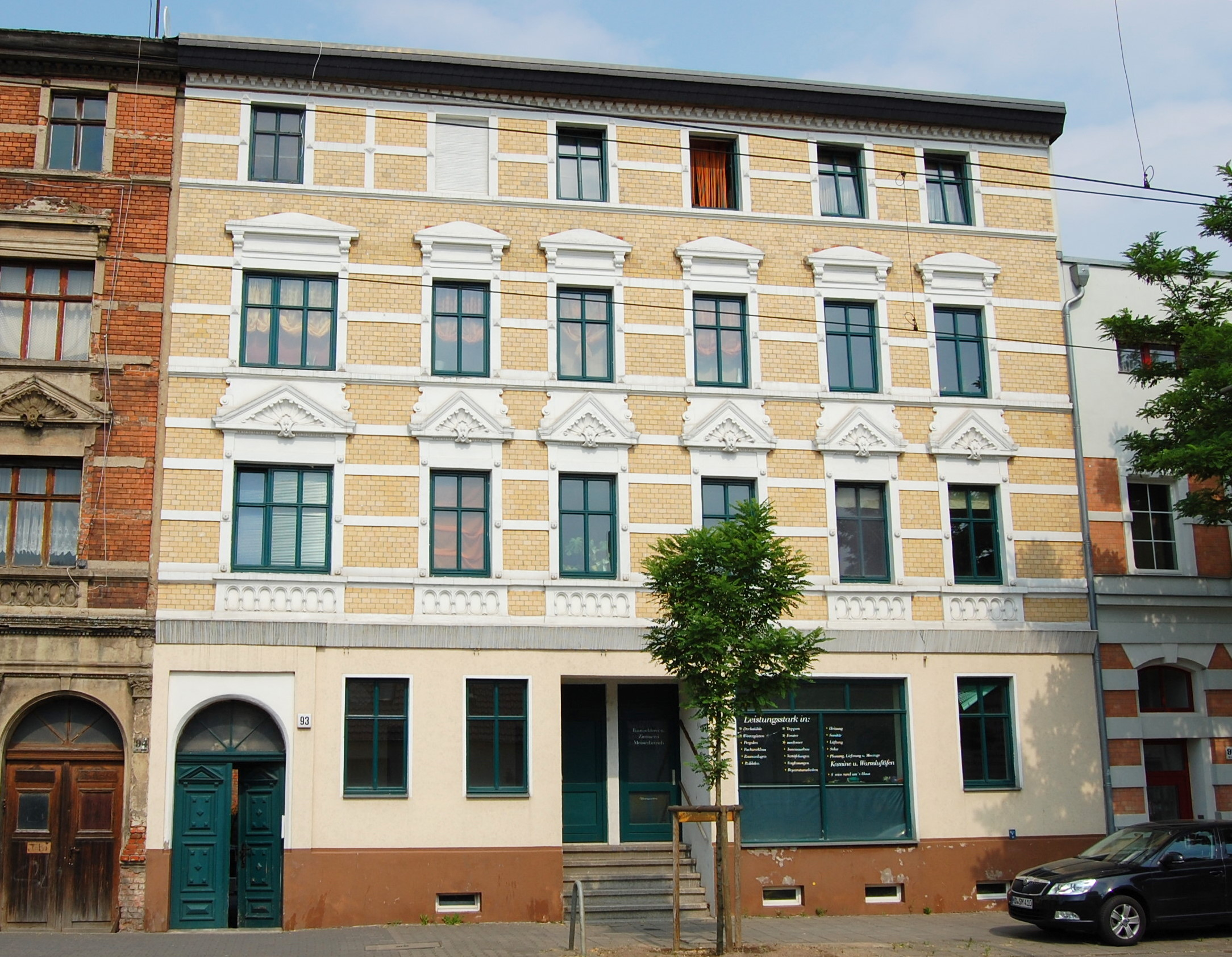
Alt Salbke 93, hier fand Karl Artelt bei einer befreundeten Familie vorübergehend Unterkunft, Aufnahme 2010

Er kehrte daraufhin nach Magdeburg zurück und fand bei einer befreundeten Familie in Alt-Salbke 93 Unterkunft. Dort gehörte er zu den Gründungsmitgliedern der KPD Mitte Februar 1919 und wurde im März desselben Jahres in den Arbeiterrat gewählt. Er beteiligte sich an den Kämpfen zur Errichtung der Räterepublik und gegen das Freikorps Maercker und sprach vom Balkon des Regierungsgebäudes am Domplatz zu den Streikenden. Nach den Kämpfen tauchte er, zunächst unter falschem Namen, in Nebra an der Unstrut unter.
Als Sekretär der KPD im Unterbezirk Merseburg/Querfurt leitete er 1920 die Kämpfe zur Abwehr des Kapp-Putsches. Im Jahr 1921 beteiligte er sich an den Märzkämpfen in Mitteldeutschland. Er wurde in Haft genommen und erst am 22. August 1921 aus dem Gefängnis Naumburg entlassen.
Als Parteisekretär in Düsseldorf-Mörs wurde er von der belgischen Besatzungsbehörde verhaftet und wegen politischer Umtriebe gegen die Besatzungsmacht vor einem außerordentlichen Kriegsgericht in Aachen angeklagt. Er kam in das Internierungslager Rhein Dahlen. Von der interalliierten Kommission wurde er dann an den Oberreichsanwalt ausgeliefert.
In den folgenden Jahren war er Bezirkssekretär der Kommunistischen Partei in Bielefeld und Kassel.
Im Jahr 1924 im Alter von nunmehr 34 Jahren wurde er Betriebsratsvorsitzender der Firma Schneider in Nebra. Wegen Lohnforderungen, bei denen die Arbeitsgerichte Naumburg, Jena und Berlin der Belegschaft Recht gaben, wurde der Betrieb geschlossen. Bei der späteren Neueröffnung wurde der Betriebsrat nicht wieder eingestellt.

### Zeit des Nationalsozialismus
Mitte der 1920er Jahre wurde er Handelsvertreter, machte sich bald darauf selbstständig und arbeitete bis Ende 1943 als unabhängiger Kaufmann in Nebra.
Artelt wurde im Jahr 1933 verhaftet und sollte inhaftiert werden. Aber als der leitende Offizier ihn als ehemaligen Marinekameraden erkannte, wurde dies nicht durchgeführt. Er musste sich künftig täglich 12 Uhr bei der Polizei melden und durfte Nebra nicht verlassen. In gewissen Zeitabständen wurde er auch verhaftet und verhört, aber wieder freigelassen. Ende 1943 wurde er zur Arbeit im Mineralölwerk Lützkendorf kriegsdienstverpflichtet. Dort stand er wiederum unter Gestapo-Aufsicht.

### Nach 1945
Nach dem Ende des Zweiten Weltkrieges gehörte Artelt zu den Initiatoren der Vereinigung von KPD und SPD zur SED im Landkreis Querfurt und wurde dort als 1. Kreissekretär eingesetzt.
In den Jahren 1948 bis 1949 war er Kreistagsvorsitzender und wurde dann 1. Kreissekretär der Volkskongressbewegung der späteren Nationalen Front.
Im November 1948 sprach Artelt mit Genehmigung der sowjetischen und englischen Besatzungsbehörden nach seinen Aussagen auf sieben Großkundgebungen in Kiel und Umgebung aus Anlass der 30-Jahr-Feier des Kieler Matrosenaufstandes. Das kommunistische Norddeutsche Echo berichtete allerdings nur von einer Rede Artelts an der Gedenkstätte auf dem Parkfriedhof Eichhof und brachte eine Ankündigung einer „30-Jahr Feier der Novemberrevolution“ am 9. November 1948 in der Aula der PH, auf der der 1. Vorsitzende des Arbeiter- und Soldatenrats in Kiel 1918, Karl Artelt, sprechen würde.
In den 1960/70er Jahren referierte er in Betrieben und Schulen über seine Vergangenheit. Er wurde in Veröffentlichungen als der „rote Admiral“ bezeichnet. Artelt war mit Marie Artelt, geborene Neumann verheiratet. Seine Ehefrau verstarb 84-jährig am 1. Oktober 1979.
Ab Mitte 1980 bis zu seinem Tod am 28. September 1981 lebte er im Seniorenheim „Clara Zetkin“ in Halle (Saale). Im Juni 2012 wurde seine Grabstätte auf dem Friedhof in Nebra durch Beschluss des Gemeinderats in ein Ehrengrab umgewandelt.

## Auszeichnungen
In der Zeit der DDR erhielt Karl Artelt diverse Auszeichnungen. So erhielt er die Ehrenspange zum Vaterländischen Verdienstorden in Gold. Darüber hinaus war er Träger der Medaille „Kämpfer gegen den Faschismus 1933 bis 1945“.

## Publikationen
- Lothar Popp unter Mitarbeit von Karl Artelt: Ursprung und Entwicklung der November-Revolution 1918: Wie die deutsche Republik entstand. Kiel: Behrens 1919. Reprint als Sonderveröffentlichung 15 der Gesellschaft für Kieler Stadtgeschichte. Kiel 1983
- Mit der roten Fahne zum Vizeadmiral Souchon. In: Vorwärts und nicht vergessen. Erlebnisberichte aktiver Teilnehmer der Novemberrevolution 1918/1919. Institut für Marxismus-Leninismus beim ZK der SED, Dietz Verlag, Berlin, 1958.